# حق ارتفاق حفاظت

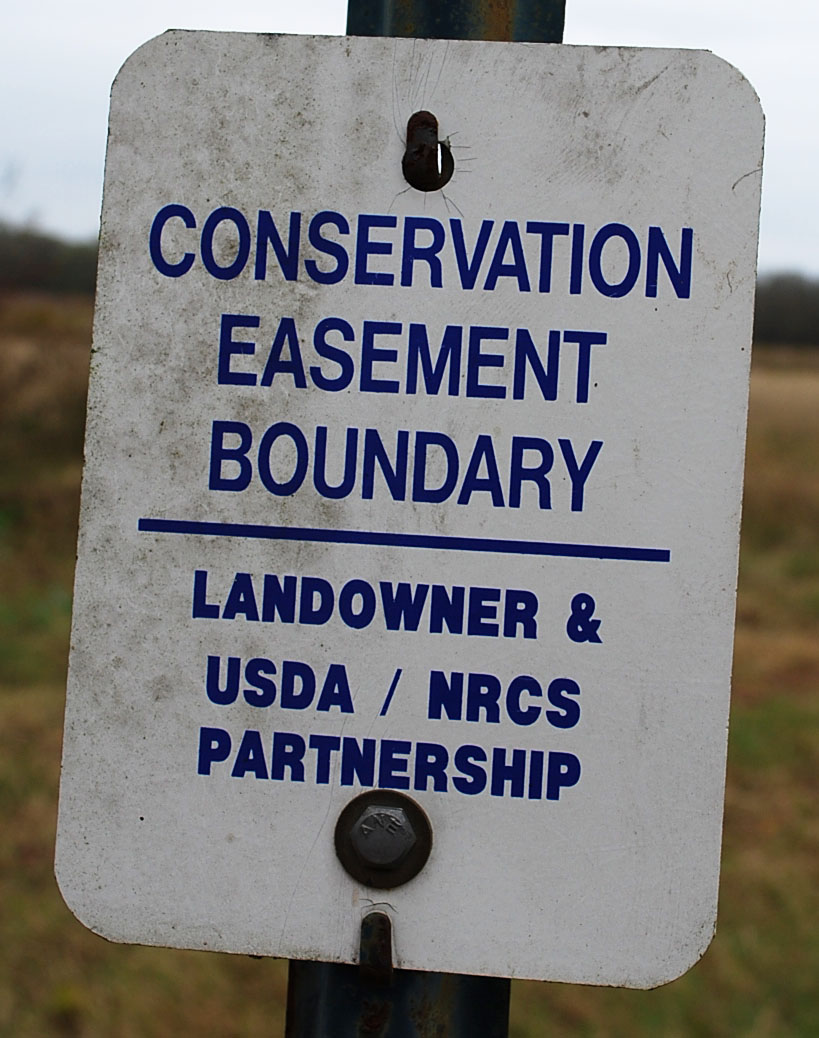
تابلوی مرز حق ارتفاق حفاظتی

در ایالات متحده، حق ارتفاق حفاظت (به انگلیسی: Conservation easement) (که همچنین به آن میثاق حفاظت، محدودیت حفاظت یا خدمت حفاظتی نیز گفته می‌شود)، قدرتی است که در یک سازمان حفاظت از سرزمین خصوصی دارای شرایط (که اغلب به آن «تراست سرزمین» می‌گویند) یا دولت (شهرداری، شهرستان، ایالت یا فدرال) سرمایه‌گذاری می‌شود) محدود کردن اعمال حقوقی که مالک زمین در یک منطقه مشخص زمین اختیار دارد تا به هدف‌های حفاظتی معینی دست یابد. سودی است در اموال غیرمنقول که با توافق بین مالک زمین و تراست زمین یا واحد دولتی ایجاد شده‌است. حق ارتفاق حفاظتی «با سرزمین اجرا می‌شود»، به این معنی که هم برای مالکان فعلی و هم برای مالکان آینده زمین قابل اجرا است. اعطای حق ارتفاق حفاظت، مانند هر منفعت ملکی، بخشی از زنجیره مالکیت ملک است و معمولاً در سوابق سرزمین محلی ثبت می‌شود.